# Periódicos de Rusia

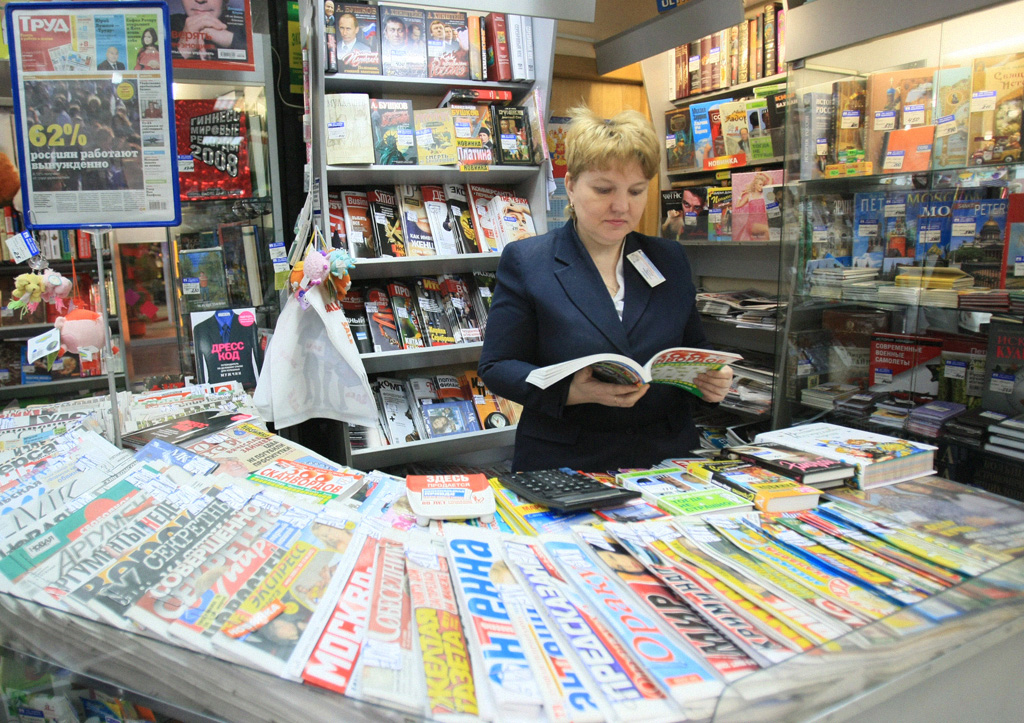
Quiosco de prensa en Moscú.

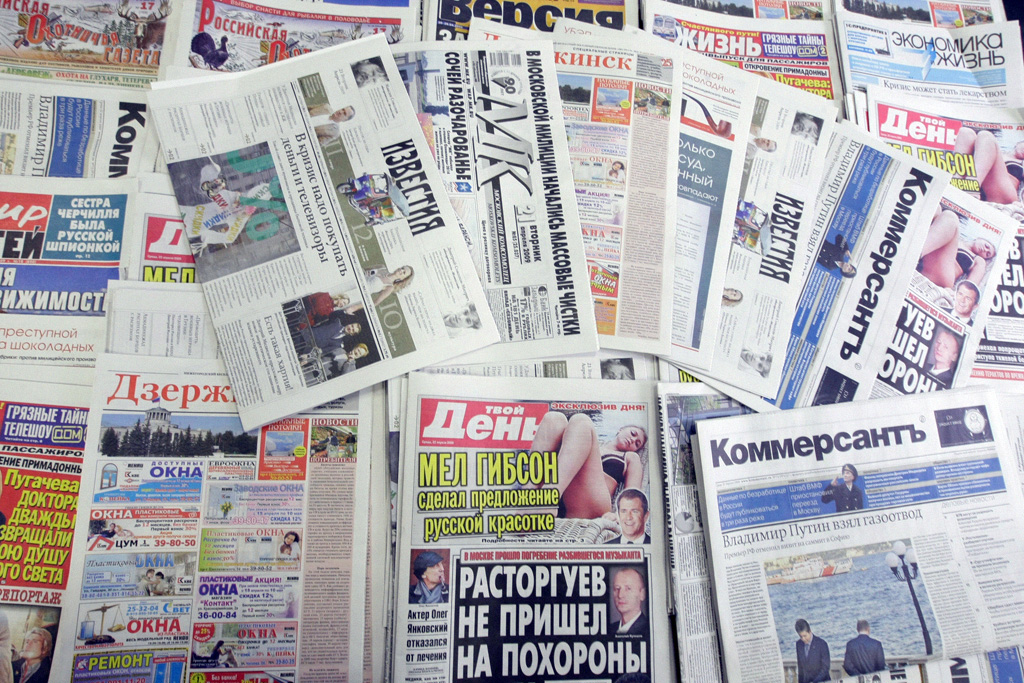
Periódicos en ruso.

La siguiente es una lista de los periódicos que se publican en Rusia:

## Nacionales
Los siguientes son periódicos diarios:
- Komsomólskaya Pravda (Комсомольская правда), tabloide
- Moskovsky Komsomolets (Московский комсомолец), tabloide
- Izvestiya (Известия), gran formato
- Rossíiskaya Gazeta (Российская газета), gran formato
- Kommersant (Коммерсантъ), gran formato
- Trud (Труд), compacto
- Moskóvskiye Nóvosti (Московские новости)
- Nezavísimaya Gazeta (Независимая газета), gran formato
- Nóvye Izvéstiya (Новые Известия), gran formato
- Védomosti (Ведомости), gran formato
- RBK daily (РБК daily), gran formato
- Sport Express (Спорт-Экспресс), gran formato
- Sovetsky Sport (Советский спорт), gran formato

Los siguientes son periódicos de uno a cuatro números por semana:
- Argumenty i Fakty (Аргументы и Факты), semanal
- Argumenty Nedeli (Аргументы недели), semanal
- Nóvaya Gazeta (Новая газета), tres números por semana
- Zhizn (Жизнь), semanal

## Lista detallada
| Periódico                         | Fundación | Periodicidad | Idioma                              | Distribución           | Circulación    | Editor                                  | Propietario                                 |  |
| --------------------------------- | --------- | ------------ | ----------------------------------- | ---------------------- | -------------- | --------------------------------------- | ------------------------------------------- |  |
| Argumenty i Fakty                 | 1978      |              | Ruso                                | Nacional               |                |                                         |                                             |  |
| Delovoy Gazeta.Yug                | 1997      | Semanal      | Ruso                                | Krasnodar              | 5000           |                                         | Delovoy Petersburg                          |  |
| Delovoy Petersburg                | 1993      | Diario       | Ruso                                | San Petersburgo        | 26 042 (11/08) | Bonnier Business Press                  | Bonnier Business Press                      |  |
| Guberniya                         |           |              |                                     | Petrozavodsk           |                |                                         |                                             |  |
| Izvestia                          | 1917      | 5/semana     | Ruso                                | Nacional               | 234 500        | JSC "Izvestia Newspaper"                | Gazprombank                                 |  |
| Karjalan Sanomat                  | 1920      |              | Finés                               | Petrozavodsk           |                |                                         |                                             |  |
| Kodima                            |           |              | Ruso                                | Petrozavodsk           |                |                                         |                                             |  |
| Kommersant                        | 1909      |              | Ruso                                | Nacional               |                |                                         |                                             |  |
| Komsomolskaya Pravda              | 1925      |              | Ruso                                |                        |                |                                         |                                             |  |
| Krasnaya Zvezda                   | 1924      |              | Ruso                                |                        |                |                                         | Ministerio de Defensa de Rusia              |  |
| Kuryer Karelii                    |           |              | Ruso                                | Petrozavodsk           |                |                                         |                                             |  |
| Le Courrier de Russie             | 2003      | Bimensual    | Francés                             | Moscú, San Petersburgo |                | Novy Vek Media                          |                                             |  |
| Lyydilaine                        |           |              | Ludio                               | Petrozavodsk           |                |                                         |                                             |  |
| Moskovskaya Komsomolka            | 1999      |              | Ruso                                | Moscú                  |                | Evgeny Dodolev                          | Boris Berezovsky                            |  |
| Moskovskaya Pravda                | 1918      |              | Ruso                                | Moscú                  | 304 529        |                                         | Periódico de los periodistas                |  |
| Moskovskij Komsomolets            | 1919      |              | Ruso                                | Moscú                  |                |                                         | Pavel Gusev                                 |  |
| Moscow News                       | 1930      |              | Inglés                              | Moscú                  |                |                                         |                                             |  |
| Muzykalnaya Pravda                | 1995      |              | Ruso                                | Moscú                  |                |                                         | Evgeny Dodolev                              |  |
| Nezavisimaya Gazeta               | 1990      |              | Ruso                                |                        |                |                                         |                                             |  |
| Nezavisimoye Voyennoye Obozreniye | 1995      | Semanal      | Ruso                                | Moscú                  | 12 000         |                                         |                                             |  |
| Novaya Gazeta                     | 1993      |              | Ruso                                | Moscú                  |                |                                         |                                             |  |
| Novgorod                          | 1990      |              | Ruso                                | Veliky Novgorod        |                |                                         |                                             |  |
| Novye Izvestiya                   | 1997      |              | Ruso                                | Moscú                  |                |                                         |                                             |  |
| Novy Vzglyad                      | 1992      |              | Ruso                                | Moscú                  |                |                                         | Evgeny Dodolev, Kirsan Ilyumzhinov          |  |
| Oma Mua                           |           |              | Carelio                             | Petrozavodsk           |                |                                         |                                             |  |
| Parlamentskaya Gazeta             | 1997      |              | Ruso                                |                        |                |                                         |                                             |  |
| Petrozavodsk                      |           |              |                                     | Petrozavodsk           |                |                                         |                                             |  |
| Pravda                            | 1908      |              | Ruso                                | Nacional               |                |                                         |                                             |  |
| Rossíiskaya Gazeta                | 1990      |              | Ruso                                |                        |                |                                         |                                             |  |
| Russia Beyond the Headlines       | 2007      |              | Inglés, español, francés e italiano | Mundial                |                |                                         | Rossíiskaya Gazeta                          |  |
| Sovetsky Sakhalin                 | 1925      | 4/semana     | Ruso                                | Yuzhno-Sakhalinsk      |                |                                         |                                             |  |
| Sovetsky Sport                    | 1924      |              | Ruso                                |                        |                | «Komsomolskaya Pravda» Publishing House | JSC «Sovetsky Sport» y Comité Olímpico Ruso |  |
| The Kazan Herald                  | 2010      |              | Inglés                              | Kazán                  |                |                                         |                                             |  |
| The Moscow Times                  | 1992      |              | Inglés                              | Moscú                  |                |                                         |                                             |  |
| The St. Petersburg Times          | 1993      |              | Inglés                              | San Petersburgo        |                |                                         |                                             |  |
| Tikhookeanskaya Gazeta            |           |              | Ruso                                | Jabárovsk              |                |                                         |                                             |  |
| Tribuna                           | 1969      | Semanal      | Ruso                                | Nacional               | 124 000        | "Tribuna" Publishing House              | Gazprom Media                               |  |
| Trud                              | 1921      |              | Ruso                                |                        |                |                                         |                                             |  |
| Tverskaya Zhizn                   |           |              | Ruso                                | Tver                   |                |                                         |                                             |  |
| Tvoy Den                          |           |              | Ruso                                |                        |                |                                         |                                             |  |
| Tyumenskaya Oblast Segodnya       |           |              | Ruso                                | Tyumen                 |                |                                         |                                             |  |
| Vecherniy Kazan                   | 1979      |              | Ruso                                | Kazán                  | 33 334         | «Evening Kazan» Publishing House        |                                             |  |
| Vecherniy Krasnoyarsk             | 1989      | Semanal      | Ruso                                | Krasnoyarsk            |                |                                         |                                             |  |
| Vecherniy Murmansk                | 1991      |              | Ruso                                | Murmansk               |                |                                         |                                             |  |
| Vecherniy Novosibirsk             |           | 5/semana     | Ruso                                | Novosibirsk            |                |                                         |                                             |  |
| Vecherniy Stavropol               |           |              | Ruso                                | Stávropol              |                |                                         |                                             |  |
| Vedomosti                         | 1999      |              | Ruso                                |                        |                |                                         |                                             |  |
| Vienan Karjala                    |           |              | Carelio                             | Petrozavodsk           |                |                                         |                                             |  |
| Vremya Novostei                   | 2000      |              | Ruso                                |                        |                |                                         |                                             |  |
| Zhizn                             |           |              | Ruso                                |                        |                |                                         |                                             |  |